# Giovanni Ceva
Giovanni Ceva   (Milà, desembre 1647 - Màntua, maig 1734) va ser un matemàtic italià del segle xvii, conegut pels seus treballs en el camp de la geometria.

## Vida
Era fill de Carlo Francesco Ceva, un ric comerciant milanès que també havia sigut recaptador d'imposts. Un dels seus germans va ser el també reconegut matemàtic Tommaso Ceva.
Va rebre les seves primeres ensenyances al Col·legi de Brera, la principal institució educativa dels jesuïtes a Milà. Va estudiar a la universitat de Pisa, fortament influenciada per Galileo Galilei, on potser va ser professor després.
El 1684 va ser nomenat superintendent de les aigües del ducat de Màntua i es va traslladar a aquesta població per la resta de la seva vida. El seu càrrec administratiu es va anar modificant fins a arribar a ser el responsable final de l'economia dels ducats de Màntua i Monferrat, ambdós ostentats per la família Gonzaga. El 1686, també va ser nomenat professor de matemàtiques de la universitat de Màntua. La caiguda del ducat en mans de l'imperi austríac el 1707 no va significar la pèrdua dels seus càrrecs
El 1685 es va casar amb Cecilia Vecchi, amb qui va tenir set fills a Màntua.
Va ser enterrat a l'església de Santa Teresa dels carmelites descalços d'aquesta ciutat.

## Obra
Les seves primeres obres van ser publicades quan encara era a Pisa:
- De lineis rectis se invicem secantibus statica constructio (Milà, 1678). En aquest llibre és on introdueix el concepte de ceviana, demostra el teorema de Ceva[3] i redescobreix el teorema de Menelau.[4] Malgrat les seves troballes, el llibre no va tenir gaire acceptació:[5] mai es va reeditar i molts dels seus teoremes van ser redescoberts amb posterioritat sense que els seus autors fossin conscients del treball de Ceva.
- Opuscula mathematica de potentiis obliquis, de pendulis, de vasis et de fluminibus (Milà, 1682)

Durant la seva estança a Màntua, i malgrat les seves tasques administratives, va prosseguir les seves recerques matemàtiques i publicant nous llibres:
- Geometria motus, opusculum geometricum in gratiam aquarum excogitatum (Bolonya, 1692)
- Tria problemata geometrice proposita (Màntua, 1710)
- De re numeraria, quod fieri potuit, geometrice tractata (Màntua, 1711). Segons Schumpeter[6] es tracta de la primera visió moderna de la natura de la teoria econòmica. En ell tracta, entre altres qüestions econòmiques, de trobar les condicions d'equilibri d'un sistema monetari.[7]
- De mundi fabrica, una gravitatis principio innixo (Màntua, 1715)
- Le conseguenze del Reno, se con l'aderire al progretto de’ Signori Bolognesi si permetesse in Po grande (Mantua, 1716). Amb aquest llibre es va oposar a la canalització del riu Reno perquè aboqués directament al riu Po, projecte que, finalment, no es va dur a terme.
- Opus hydrostaticum (Mantua, 1728)

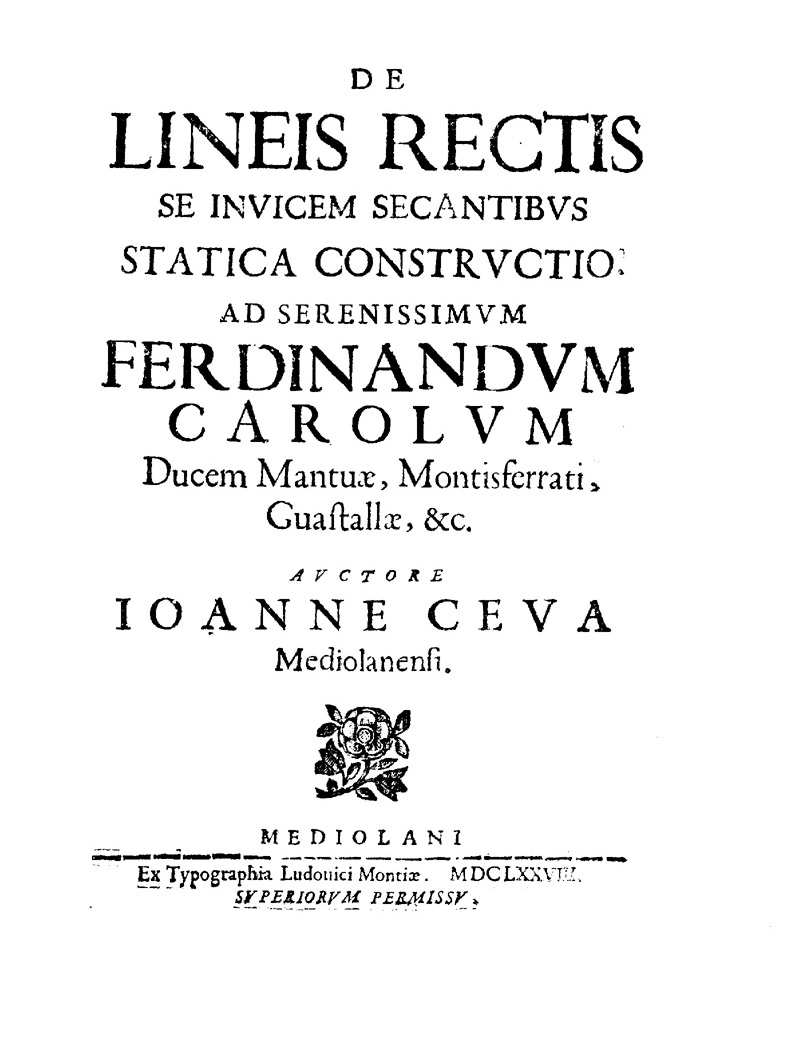
De lineis rectis se invicem ... (1678)
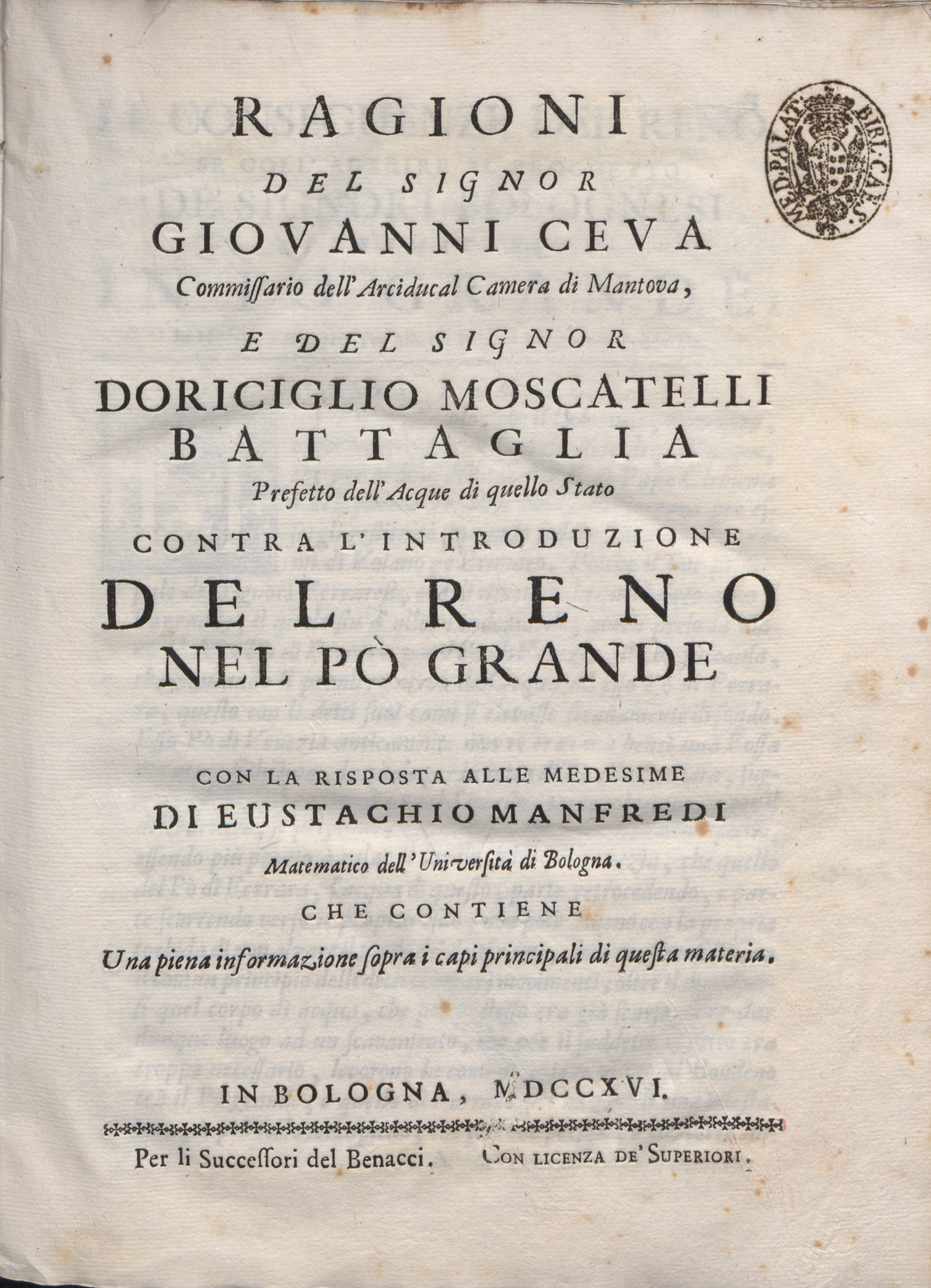
Ragioni […] contra l'introduzione del Reno nel Pò, 1716
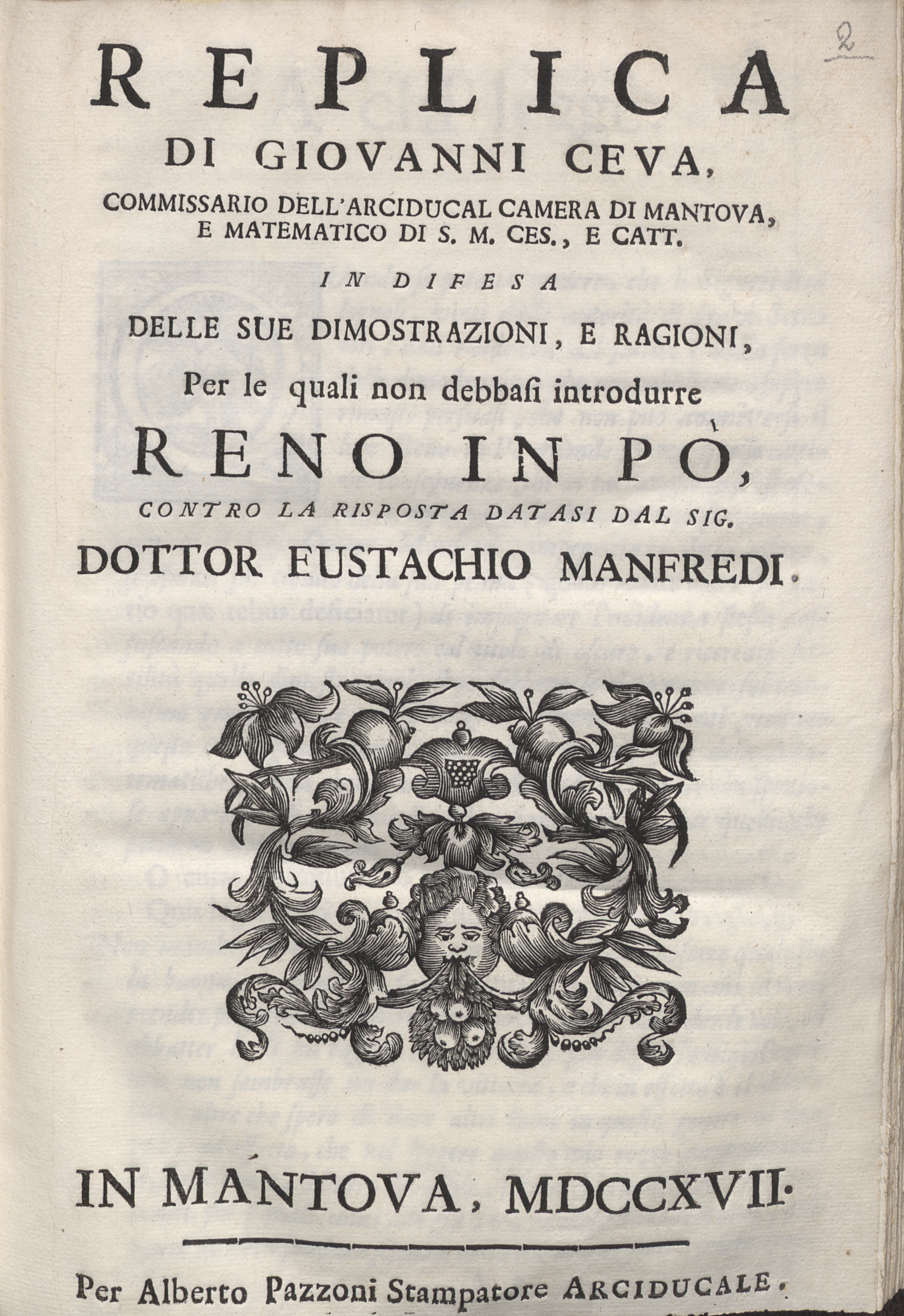
Replica […] in difesa delle sue dimostrazioni, e ragioni per la quali non debbasi introdurre Reno in Po, 1717